# Rellas
Rellas (oficialmente San Martiño de Rellas) es una parroquia española del municipio de Silleda, perteneciente a la provincia de Pontevedra, en la comunidad autónoma de Galicia. En 2022, tenía empadronados 57 habitantes.